# Phalacrocorax
Phalacrocorax Brisson, 1760 è un genere di uccelli Suliformi della famiglia Phalacrocoracidae. Vivono nelle acque interne e sui litorali di tutto il mondo.

## Descrizione
I cormorani sono uccelli di mole ragguardevole, adattati agli ambienti acquatici.
Condividono con le altre specie dell'ordine Suliformes il piede totipalmato, cioè con tutte le dita unite da una membrana, e la borsa sottogolare, meno sviluppata di quanto sia nei pellicani, probabilmente perché non destinata ad afferrare il pesce. La sua funzione principale consiste nella refrigerazione del corpo e nell'uso come strumento di segnalazione.
Di piumaggio sostanzialmente scuro, questi uccelli si surriscaldano con rapidità quando si espongono alla luce solare diretta e rimediano facendo sussultare vigorosamente il sacco golare in modo da raffreddare il sangue che scorre nella fitta rete dei capillari. Come tutti gli altri uccelli acquatici, i cormorani possiedono la ghiandola dell'uropigio alla base della coda per la «manutenzione» delle penne; tuttavia il manto che li riveste non è impermeabile. Si ritiene che la particolare struttura delle penne consenta all'acqua di penetrare rapidamente e di espellere l'aria, creando una «zavorra» che faciliterebbe i movimenti in immersione. Al ritorno in superficie le ali vengono caratteristicamente distese, forse per asciugare il piumaggio, ma non si può escludere una funzione comportamentale o un espediente per riscaldarsi ai raggi del sole dopo una fredda nuotata.
Un tempo si credeva che i cormorani si servissero sott'acqua delle ali a mo' di remi; in realtà essi usano come organo di propulsione i robusti arti posteriori dalle dita palmate, e riducono il profilo tenendo le ali aderenti al corpo.
Le zampe dei cormorani sono ravvicinate e arretrate, con cosce provviste di muscoli relativamente grandi e potenti rispetto alle dimensioni corporee. Un osso esclusivo alla base del cranio consente loro di lanciarsi contro un pesce e simultaneamente spalancare il becco.

## Biologia
Corpo e muscoli sono riccamente vascolarizzati e irrorati da un considerevole valore ematico, per cui ne risulta un notevole incremento del rifornimento di ossigeno. I cormorani sono in grado di restare immersi a lungo e di calarsi a rilevanti profondità; esemplari di cormorano di Brandt sono rimasti impigliati in reti a strascico piazzate a 50 e più metri. Il pannicolo adiposo, di spessore modesto, non è molto affidabile come riserva energetica e obbliga i cormorani a scegliere acque calde e produttive.

### Riproduzione
I cormorani, fatto insolito fra gli uccelli di mare, depongono un numero consistente di uova (6 e oltre) e sono in grado di organizzare una nuova covata sul finire della stagione se la situazione ambientale lo permette. I piccoli alla nascita sono assolutamente inetti, nudi e ciechi, capaci soltanto di muovere il collo e il becco per ricevere il cibo. Le aree protette dai predatori terrestri e abbastanza prossime ai territori di pesca sono infrequenti, ed è forse questo il motivo per cui i cormorani nidificano in grandi colonie che nel volgere di poche settimane si insozzano di escrementi e pesci in putrefazione. In Cile, dove si riproduce il cormorano guanay, e in Sudafrica, dove prospera il cormorano del Capo, le piogge sono così rare che si accumulano strati di vari metri di guano, fertilizzante apprezzato in tutto il mondo per i composti azotati e fosfatici.
A loro completo agio in acqua, i cormorani sono al contrario assai impacciati a terra, dove si muovono a fatica con un buffo dondolio spesso inciampando nei loro stessi piedi. L'estensione relativamente modesta delle ali, innegabile ventaggio negli andirivieni tra terra e acqua, comporta il rischio, al più lieve refolo di vento, di un atterraggio lungo con conseguente arresto su un nido adiacente. Le specie arboree come il marangone doppiacresta e il cormorano neotropicale devono anche preoccuparsi dei rami: i nidi sono ceste di atterraggio più che contenitori di uova.

### Comunicazione
L'affollamento e l'instabilità al suolo rendono forse ragione del fatto che i comportamenti dei cormorani sono più complessi di quelli di qualsiasi altro membro del loro ordine. Un adulto che si prepari a lasciare il nido deve segnalare ai suoi immediati vicini che non ha alcuna intenzione di muovere all'attacco. Nell'alzarsi in volo l'uccello apre il becco, mostrando la bocca e la lingua colorate, esegue un breve saltello con le ali appena dispiegate, poi abbassa il becco spesso puntandolo sui piedi; al momento di posarsi, porta in giù il collo e fa scivolare in basso l'osso ioide nella gola per gonfiare il sacco golare. Ogni specie di cormorano adotta una propria serie di gesti rituali per il decollo, l'atterraggio, il corteggiamento e altri eventi, ma fondamentalmente i comportamenti dell'intera famiglia sono simili. Questa sequenza di mosse ha lo scopo di attirare l'attenzione sugli smaglianti colori della gola, del becco, degli occhi e talora delle zampe, in netta contrapposizione con la modesta livrea. Lo spettro cromatico è ampio, dagli occhi verde giada del cormorano pelagico alla borsa golare blu iridescente del cormorano di Brandt, dal carminio intenso del cormorano facciarossa alla sacca azzurra, petto bianco e occhi variopinti del cormorano macchiato. La diversità di colorazione e di movimenti simbolici e le lievi differenze nelle preferenze alimentari e nelle aree di foraggiamento consentono a molti cormorani di vivere insieme. In Australia e Nuova Zelanda una stessa colonia può accogliere anche quattro specie diverse, e ancora di più se ne contano in certe isole nella Terra del Fuoco.

### Rapporti con l'uomo
Almeno a partire dal V secolo in Giappone e dagli inizi del XVII secolo in Europa, i cormorani sono stati sfruttati dall'uomo per le loro doti di abili pescatori. Un anello metallico alla base del collo impedisce l'ingestione del pesce, che verrà rimosso dal becco quando l'uccello, risalito in superficie, viene tirato alla barca su uno speciale posatoio. In seguito verrà lasciato libero affinché possa procurarsi qualche ghiotto boccone, ma non è impossibile addestrarlo a riportare la preda senza l'anello. Questo tipo di pesca è tuttora praticato in Oriente, ma in genere è riservato al diletto dei turisti.
Pescando vicino a riva, i cormorani sono entrati spesso in rotta di collisione con l'uomo. La voracità di cui fanno mostra e l'abitudine di riunirsi in gruppi numerosissimi per la riproduzione e la cattura del cibo hanno consolidato nel corso dei secoli l'erronea impressione che consumassero pesci pregiati. Sono state così intraprese periodiche campagne di sterminio, in un quadro di persecuzioni che alla luce degli studi più recenti appare ingiustificato. Infatti il cormorano comune e il marangone dal ciuffo, tanto per fare qualche esempio, si rimpinzano di pesci di fondale o di media profondità, quali muggini e sardine, mentre altre specie, citiamo il cormorano pelagico e il cormorano di Brandt, sovente orientano i loro appetiti su diversi invertebrati e pesci di scoglio che dimorano sul fondo.

## Distribuzione e habitat
Sono pressoché cosmopoliti, mancando soltanto nelle regioni centro-settentrionali della Siberia e del Canada, oltreché nelle isole oceaniche isolate e nelle terre aride.
Sono abituali frequentatori delle coste marine e lacustri e dei grandi fiumi.

## Tassonomia

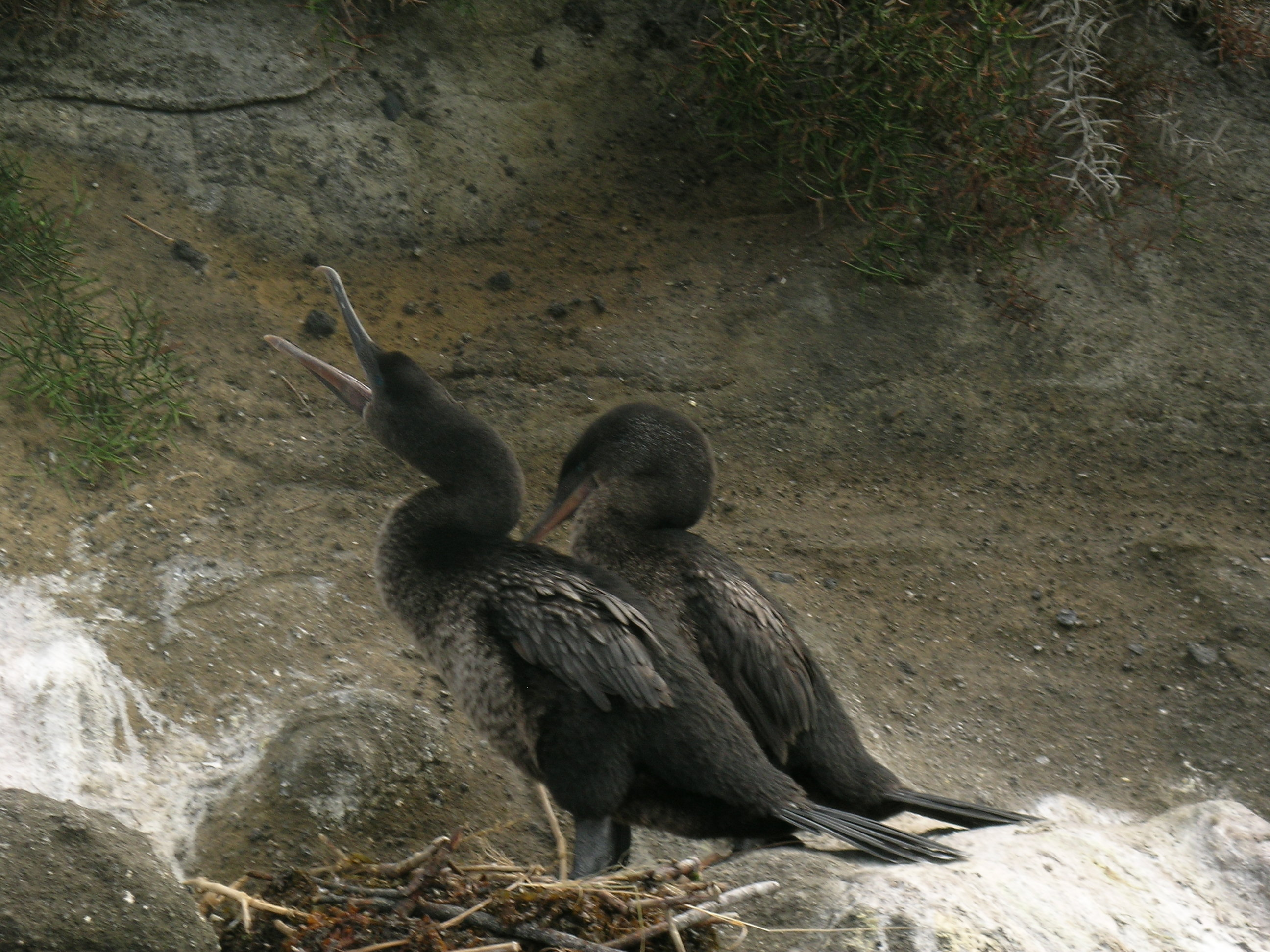
Cormorano attero delle Galápagos
Phalacrocorax harrisi

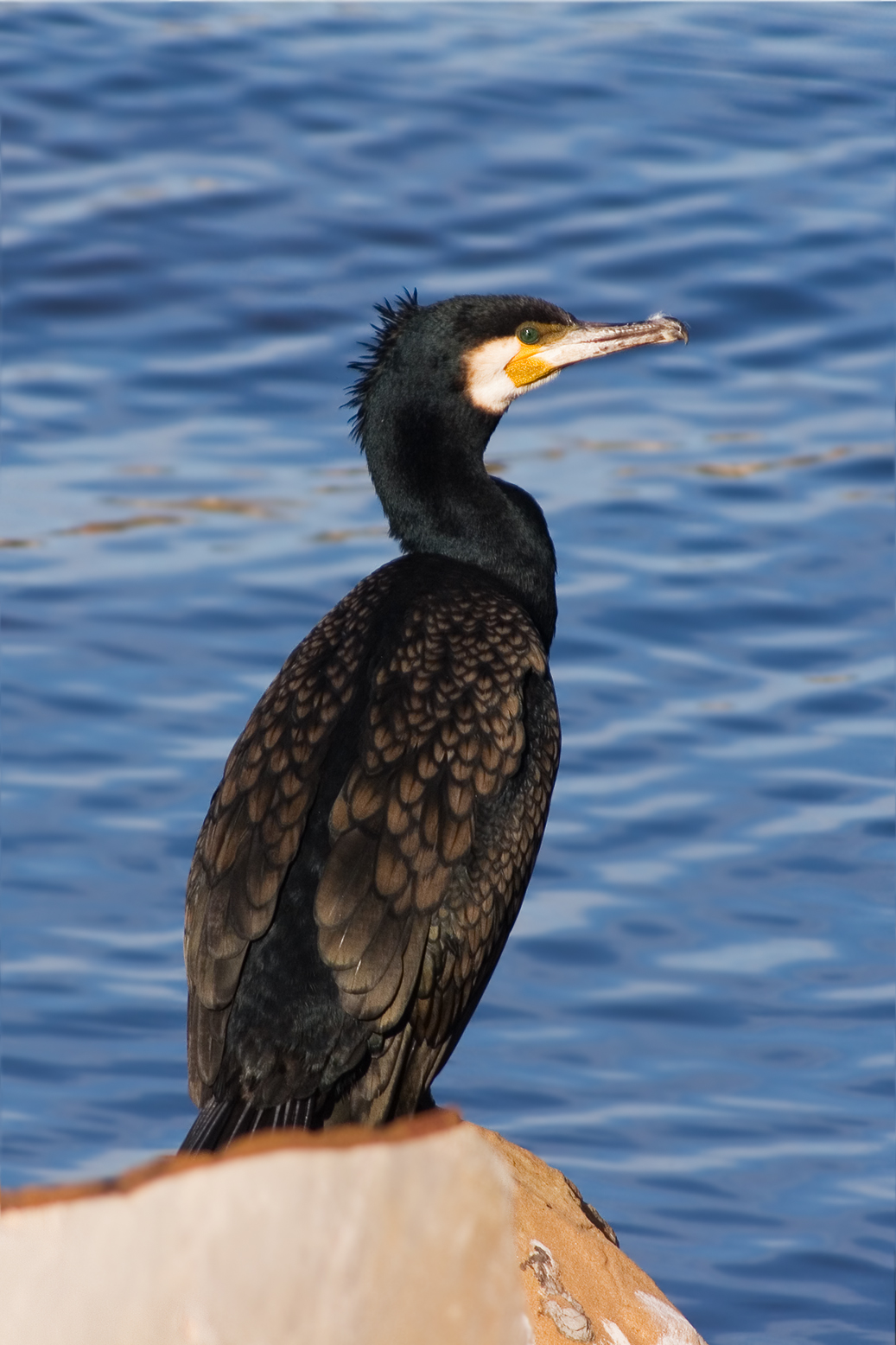
Cormorano comune
Phalacrocorax carbo

Il genere Phalacrocorax comprende le seguenti specie:
- Phalacrocorax gaimardi (Lesson & Garnot, 1828) - cormorano zamperosse
- Phalacrocorax harrisi (Rothschild, 1898) - cormorano attero delle Galápagos
- Phalacrocorax neglectus (Wahlberg, 1855) - cormorano ripario
- Phalacrocorax punctatus Sparrman, 1786 - cormorano macchiato
- Phalacrocorax featherstoni Buller, 1873 - cormorano di Pitt
- Phalacrocorax perspicillatus Pallas, 1811 - cormorano di Pallas †
- Phalacrocorax penicillatus (Brandt, 1837) - cormorano di Brandt
- Phalacrocorax pelagicus Pallas, 1811 - cormorano pelagico
- Phalacrocorax urile (Gmelin, 1789) - cormorano facciarossa
- Phalacrocorax brasilianus (Gmelin, 1789) - cormorano neotropicale
- Phalacrocorax auritus (Lesson, 1831) - cormorano doppiacresta
- Phalacrocorax aristotelis (Linnaeus, 1761) - marangone dal ciuffo
- Phalacrocorax fuscescens (Vieillot, 1817) - cormorano faccianera
- Phalacrocorax fuscicollis Stephens, 1826 - cormorano indiano
- Phalacrocorax sulcirostris (Brandt, 1837) - cormorano nero
- Phalacrocorax varius (Gmelin, 1789) - cormorano bianconero maggiore
- Phalacrocorax carbo (Linnaeus, 1758) - cormorano comune
- Phalacrocorax lucidus (Lichtenstein, 1823) -
- Phalacrocorax capillatus (Temminck e Schlegel, 1850) - cormorano del Giappone
- Phalacrocorax capensis (Sparrman, 1789) - cormorano del Capo
- Phalacrocorax nigrogularis Ogilvie-Grant e Forbes, 1899 - cormorano di Socotra
- Phalacrocorax magellanicus (Gmelin, 1789) - cormorano di Magellano